# Eucalyptus fruticosa
Eucalyptus fruticosa är en myrtenväxtart som beskrevs av Murray Ian Hill Brooker. Eucalyptus fruticosa ingår i släktet Eucalyptus och familjen myrtenväxter. Inga underarter finns listade i Catalogue of Life.